# 胶南街道
<---! 区划代码为370211013000 --->
胶南街道是中国山东省青岛市黄岛区下辖的一个街道。2015年设立时户籍人口25343人，常住人口32976人，面积53.1平方千米。

## 行政区划
胶南街道下辖曹戈庄村、大邓陶村、小邓陶村、崔家庄村、双凤山村、胜利村、秦家庄村、瓦屋庄村、水城村、西大洼村、冯家岭村、薛家岭村、陈家庄村、大庄村、尹家大庄村、郭家河岩村、安口村、李家洼子村、孟家洼子村、姜家洼子村、黄山屯村、大报屋村、小报屋村、王家河岩村、郑家河岩村、阎家屋子村、郭家小庄村、杨家村、象沟头村、兰西村。